# Westriplectes pedderensis
Westriplectes pedderensis är en nattsländeart som beskrevs av Arturs Neboiss 1977. Westriplectes pedderensis ingår i släktet Westriplectes och familjen långhornssländor. Inga underarter finns listade i Catalogue of Life.